# Městské opevnění (Moravské Budějovice)
Městské opevnění v Moravských Budějovicích je torzo středověkého opevnění Moravských Budějovic. Pozůstatky hradeb leží na pozemku fary západně od kostela sv. Jiljí, součástí jsou části hradební zdi, okrouhlá bašta a městská brána Pod Farou. Součástí území nynějšího náměstí ČSA měla být opevněná budova (hrad nebo zemědělský dvorec) s centrem kolem kostela.
Na barokním štítu fary je značen rok 1779. Její součástí je i pamětní deska, která připomíná působení spisovatele Václava Kosmáka v Moravských Budějovicích. Pozůstatky hradeb a fara leží na tzv. pararulové vráse. Pararulová vrása je geologický útvar, který je vidět na skalním ostrohu, na němž se vypíná budova fary. Vrása vznikla během kadomského vrásnění, které probíhalo přibližně před 600–800 milióny lety.